# Andrea Giacinto Longhin

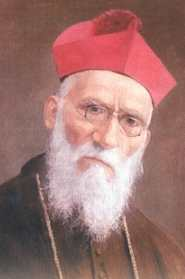
Longhin im Habit und mit dem Birett eines Bischofs

Andrea Giacinto Longhin OFMCap (* 22. November 1863 in Fiumicello; † 26. Juni 1936 in Treviso) war ein römisch-katholischer Ordensmann, Bischof von Treviso und Titular-Erzbischof. In der katholischen Kirche wird er als Seliger verehrt.

## Leben
Longhin wurde als Einzelkind in eine arme Bauernfamilie hineingeboren. Er spürte bereits in seiner Kindheit eine Priesterberufung, sein Vater hingegen wollte seine Arbeitskraft auf dem Hof nicht missen. Er wurde am 27. August 1879 eingekleidet und nahm den Ordensnamen Andrea di Campodarsego an. Am 4. Oktober 1883 legte er die Profess ab, am 19. Juni 1886 wurde er in Venedig von Domenico Agostini zum Priester geweiht. Er begann eine Lehrtätigkeit und diente seit dem 18. April 1902 zudem als Provinzoberer. Als Provinzoberer seines Ordens schloss er enge Freundschaft mit dem Patriarchen von Venedig Giuseppe Sarto, der Loghin kurz nach seiner Papstwahl am 16. April 1904 zum Bischof von Treviso ernannte. Geweiht wurde er bereits am folgenden Tag in Santissima Trinità dei Monti vom Kardinalstaatssekretär Rafael Merry del Val. (Der Papst wünschte eine Weihe in Rom). Die Leitung der Diözese übernahm er am 6. August.
Während seiner Zeit als Bischof unternahm er drei Pastoralreisen und machte u. a. auch nähere Bekanntschaft mit dem Hl. Leopold Mandić.
Während des Krieges verblieb er in seinem Bistum und flüchtete nicht, obwohl die Frontlinie durch selbiges verlief. Gleichsam forderte er alle Priester seines Bistums auf, ebenfalls nicht zu fliehen. Während und nach dem Krieg organisierte er zudem zahlreiche Hilfsaktionen für seine Gläubigen, Flüchtlinge, Kriegsversehrte und Arme und förderte den schnellen Wiederaufbau der zerstörten Pfarrgebäude.
Für seine Fürsorge während des Krieges wurde er mit dem Kriegsverdienstkreuz ausgezeichnet.
Pius XI. ernannte ihn zusätzlich zu seinem Bischofsamt 1923 zum Apostolischen Administrator sede plena der Diözese Padua und 1927 zum Apostolischen Visitator und Apostolischen Administrator sede plena der Erzdiözese Udine (in Udine blieb er nur bis 1928 im Amt). In beiden Bistümern sollte er zwischen dem Klerus und dem jeweiligen Bischof vermitteln.
Am 4. Oktober 1928 erhob ihn derselbe Pontifex zum Titular-Erzbischof mit dem Titularsitz von Patras.
Auch die Ansiedlung von Ordensgemeinschaften in seinem Bistum förderte er und hieß während seiner Amtszeit unter anderem die Karmeliter, Salesianer und Passionisten willkommen.
Nach Mussolinis Marsch auf Rom wandte sich Longhin gegen den Faschismus und forderte auch seine Gläubigen zur Gewaltlosigkeit auf.
1932 zeigte er erste Anzeichen von Arteriosklerose. Am 3. Oktober 1935 verlor er nach einer Firmung in Salzano plötzlich sein Augenlicht. Im Krankenhaus stellte man fest, dass der Verlust des Augenlichts auf eine mangelnde Durchblutung des Gehirns zurückzuführen war. Seine letzte Hl. Messe zelebrierte er am 14. Februar 1936. Er starb am 26. Juni in Treviso nach einem achtzehnstündigen Todeskampf. Das Seelenamt fand am 30. Juni unter großer Anteilnahme der Gläubigen statt.
Die sterblichen Überreste von Monsignore Longhin wurden am 5. November desselben Jahres im Dom von Treviso beigesetzt.

## Auszeichnung

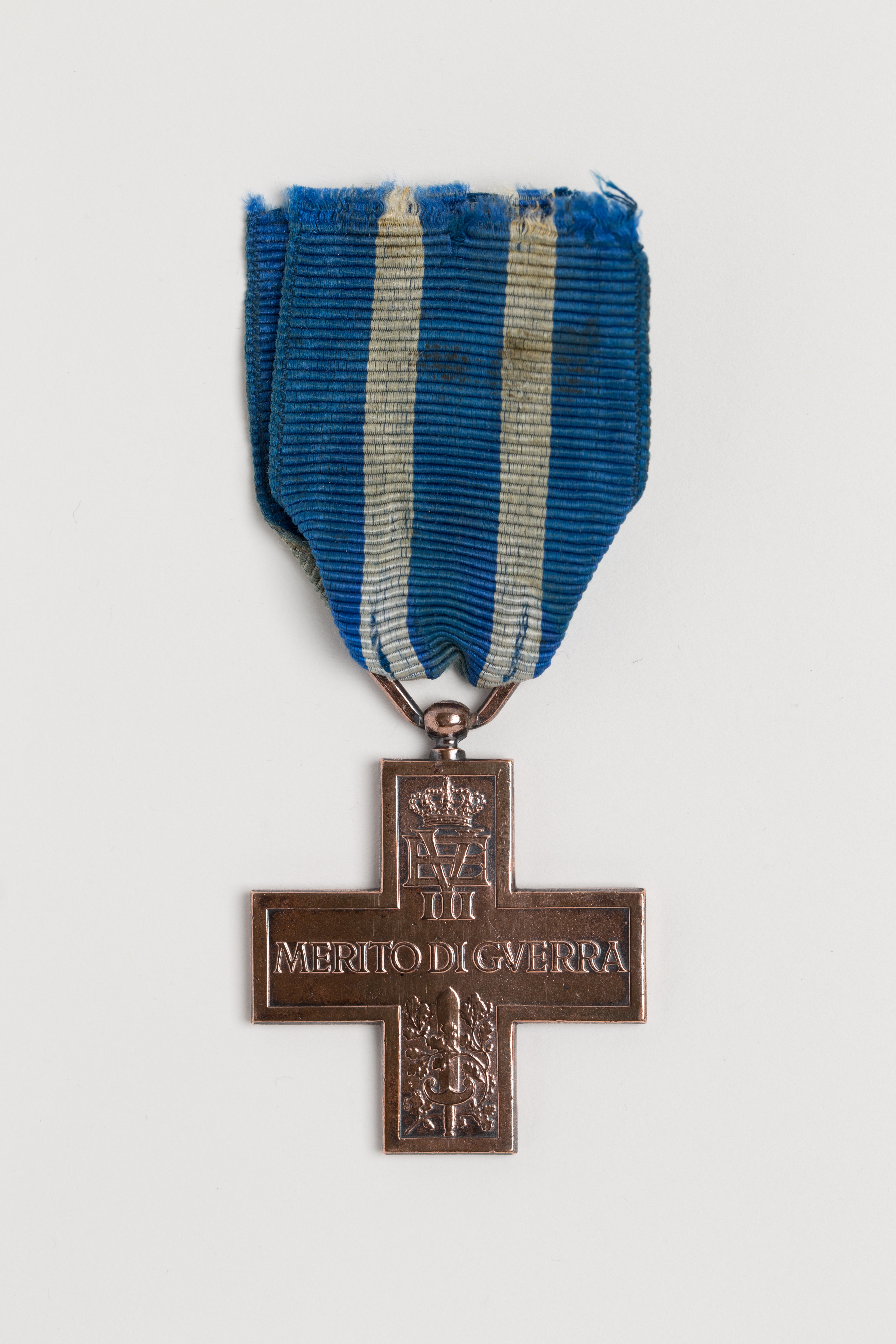
Kriegsverdienstkreuz

- Kriegsverdienstkreuz

## Verehrung
Nach seinem Tod wurden Rufe nach seiner Seligsprechung laut. Das Seligsprechungsverfahren wurde 1964 eröffnet und sowohl in Treviso als auch in Udine durchgeführt. Zwischen dem 12. und 22. November 1984 wurden seine Gebeine untersucht und hierbei „unbeschädigt [...] und weitgehend mumifiziert“ vorgefunden.
Am 21. Dezember 1998 wurde der heroische Tugendgrad für ihn festgestellt. Als das für die Seligsprechung notwendige Wunder wurde die wissenschaftlich nicht erklärbare Heilung des jungen Dino Stella von einer schweren Bauchfellentzündung im Jahr 1964 anerkannt. Johannes Paul II. sprach ihn am 20. Oktober 2002 selig. Anlässlich seiner Seligsprechung wurden seine Gebeine in einen der Hl. Justina geweihten Altar im Dom von Treviso transferiert.

## Apostolische Sukzession
Longhin steht hinsichtlich seiner Weihe in der prominentesten Traditionslinie der römisch-katholischen Kirche, der Rebibalinie. Nach Rebiba sieht die Sukzessionslinie in seinem Fall wie folgt aus:
| Scipione Rebiba                         |
| Giulio Antonio Santorio                 |
| Girolamo Bernerio                       |
| Galeazzo Sanvitale                      |
| Ludovico Ludovisi                       |
| Luigi Caetani                           |
| Ulderico Carpegna                       |
| Paluzzo Paluzzi Altieri degli Albertoni |
| Benedikt XIII. (Papst)                  |
| Benedikt XIV. (Papst)                   |
| Clemens XIII.                           |
| Bernardino Giraud                       |
| Alessandro Mattei                       |
| Pietro Francesco Galleffi               |
| Giacomo Filippo Fransoni                |
| Carlo Sacconi                           |
| Edward Henry Howard                     |
| Mariano Rampolla del Tindaro            |
| Rafael Merry del Val                    |
| Andrea Giacinto Longhin                 |

Über Carlo Agostini, den Longhin am 10. April 1932 weihte und der später Patriarch von Venedig wurde, findet sich Longhin bis heute in der Weihelinie vieler Bischöfe.